# あぢゃ
あぢゃ（本名：日原 麻美（ひはら まみ）、1983年6月29日 - ）は、日本の女優、ファッションモデル。神奈川県横浜市神奈川区反町出身。JVCエンタテインメント→ハーキュリーズ（現・ハート・レイ）所属。

## 来歴
東京都の高校に通っていたが、中退して通信制の高校に入った。
高校時代から『popteen』のモデルからキャリアをスタートさせる。過剰なヤマンバスタイルにより、富士急ハイランドのCMに起用された。「そのまんま」のスタイルで本格的にタレント活動を開始する。その後、ヤマンバルックをやめて素顔での活動に移行し、現在に至る。
芸能人女子フットサルチーム「chakuchaku J.b」の前キャプテン。GKとFPを兼任。背番号は「2」。
2020年4月7日のブログで、同年2月22日に一般男性と入籍したことを報告。入籍した日が亡くなった母の誕生日であった。結婚を機にホステスの仕事を卒業する。
2021年4月、第一子の男児を出産。2022年10月、第二子の男児を出産。
2024年8月14日、『こどもディレクター』（中京テレビ）に出演する。亡き母との思い出や、父へ謝罪する様子が放送された。
2025年、第三子を出産したことを報告。

## 人物・エピソード
- 家族は父、母、姉（沖縄県在住）。両親は店を経営していた[7]あぢゃが中学生の時に、母は42歳で亡くなっている。結婚後は夫と息子が2人いる。
- 小学生の頃のあだ名はネコバス[8]。塾の日能研に通っていた[9]。
- 中学受験の経験がある[10]。
- 高校の友人に、ファッションモデルで実業家のMALIA.がいる[11]。

## 出演

### 映画
- バトル・ロワイアルII 鎮魂歌 - 福田和美 役
- 偶然にも最悪な少年 - まゆみ 役
- アニムスアニマ - ジュン 役
- 死刑確定 I（2004年） - 麗奈 役
- 真夜中の弥次さん喜多さん（2005年）
- オトシモノ（2006年） - 女子高生 役
- 木更津キャッツアイ ワールドシリーズ（2006年） - ひとみ 役
- I am 日本人（2006年）
- ライアンを探せ!（2006年）
- FM89.3MHz（2007年） - 工藤 桜 役
- 無許可保育園 歌舞伎町 ひよこ組　（2007年） - 工藤 桜 役
- 無許可保育園 歌舞伎町 続・ひよこ組（2007年） - 工藤 桜 役
- トリコン!!! triple complex（2008年）
- 僕たちは世界を変えることができない。 (2011年)

### テレビドラマ
- 池袋ウエストゲートパーク（TBS）
- 教習所物語（TBS）
- 平成夫婦茶碗外伝「成田家の人々」（NTV）
- 歓迎!ダンジキ御一行様（NTV）
- 愛のことば（フジテレビ） - 万里 役
- 木更津キャッツアイ（TBS） - ひとみ 役
- コスモ☆エンジェルリターンズ - マミ 役
- 高校教師 第7・8・10話（2003年、TBS）
- 伝説のマダム（2003年、NTV）
- 火曜サスペンス劇場 どうぞ安らかに3（2003年8月12日、NTV） - 山川静香 役
- 警視庁鑑識班2004 第6話「家出少女の心を貫く父が放つ2発の銃弾」（2004年2月18日） - ケリー 役
- ドールハウス（TBS）
- 特捜戦隊デカレンジャー（テレビ朝日） - スロープ星人ファラウェイ 役
- ビバ!山田バーバラ（テレビ朝日）
- 功名が辻（2006年、NHK） - もよ 役
- 先生道（BS-i）
- 恋する日曜日第3シリーズ 第24話「きのこの恋」（BS-i） - 中城うらら 役
- 劇団演技者。 第11作「石川県五参市」（フジテレビ） - 瀬藤ミナリ 役
- 連続テレビ小説「瞳」（NHK 2008年3月31日〜） - 準レギュラー 築地・森本食堂常連客マスミ 役
- アタシんちの男子 第1話（フジテレビ） - 風の女の一人 役
- マジすか学園（テレビ東京） - 矢場久根女子高校総長 役
- 怪物くん（日本テレビ）
- 土曜ワイド劇場 「東京駅お忘れ物預り所4」（2010年7月3日、テレビ朝日） - マツコ 役
- マジすか学園2 第2話、最終話（2011年4月22日、テレビ東京） - 先代矢場久根女子高校総長 役（第2話は写真出演）
- モメる門には福きたる（2013年2月、東海テレビ） - 黒滝 役
- ウルトラマンオーブ 第19話（2016年11月12日、テレビ東京） - カップルの女 役

### 情報番組
- ハピはぴ・モーニング〜ハピモ〜（千葉テレビ放送、2013年4月 - ） - 毎週月曜日の「あぢゃのコレミテ」リポーター

### バラエティ
- 激レアさんを連れてきた。（2024年4月29日、テレビ朝日）
- オードリーさん、ぜひ会ってほしい人がいるんです。（2024年7月30日・2025年3月24日、中京テレビ）
- こどもディレクター（2024年8月14日、中京テレビ）

### CM
- 富士急ハイランド、「フジヤマンバ」

## 書籍

### 雑誌
- popteen